# Bolbodimyia galindoi
Bolbodimyia galindoi är en tvåvingeart som beskrevs av David Fairchild 1964. Bolbodimyia galindoi ingår i släktet Bolbodimyia och familjen bromsar. Inga underarter finns listade i Catalogue of Life.